# Golo (rzeka)
Golo (kors. Golu) – rzeka we Francji na Korsyce, najdłuższa rzeka wyspy. Długość rzeki wynosi 90 kilometrów.
Źródło rzeki znajduje się w centralnej części wyspy, w okolicach góry Monte Cinto. Następnie rzeka przepływa przez miasta Calacuccia oraz Canavaggia, po czym uchodzi do Morza Tyrreńskiego około 20 km od miasta Bastia w pobliżu lotniska Bastia-Poretta. 
Administracyjnie rzeka należy do departamentu Haute-Corse.